# لیکساید (کلرادو)
لیکساید (به انگلیسی: Lakeside) شهری در ایالت کلرادو کشور ایالات متحده آمریکا است که جمعیت آن در سرشماری سال ۲۰۱۰ میلادی، ۸ نفر بوده‌است.